# おとぎストーリー 天使のしっぽ
『おとぎストーリー 天使のしっぽ』（おとぎストーリー てんしのしっぽ）は、ワンダーファーム制作のメディアミックス作品。元々は学習研究社発行の『メガミマガジン』誌上読者参加企画で、『Otogi Story P.E.T.S.』（オトギストーリー ペッツ）→『おとぎストーリー 天使のしっぽ』（アニメ1期、ゲーム）→『天使のしっぽChu!』（てんしのしっぽチュ!、アニメ2期）とタイトルが変更された。

## 物語設定
1人の青年と12人の守護天使との共同生活を描いており、「鶴の恩返し」を現代風にアレンジした物語。全年齢対象。
P.E.T.Sでは主人公（＝読者）は不幸な青年。だが、動物を愛する心があり、過去に色々な動物を飼っては、ペットたちの死を見届けてきた。そのペットたちが数年を経た今、美少女として転生、めいどの世界から守護天使という存在となって主人公の元に帰ってくる。彼女たちは、前世（＝動物時代）に主人公から受けた愛情を覚えており、その恩を返そうと主人公に尽くそうとする。だが、彼女たちには前世で死を迎えたときに経験したトラウマがある。そのトラウマで守護天使が悩んだりする様子を描く場面が多い。
キャラクターとしては、ヘビ・ウサギ・カメ・キンギョ・インコ・ハムスター・キツネ・タヌキ・ネコ・サル・イヌ・カエルから転生した12人の守護天使が設定されている。だが、前世動物と名前を組み合わせれば読者でもキャラクターを創作できることから、読者が提案したキャラクターを公募した例もある。
2回アニメ化された以外に、長谷川光司によって漫画化された（全3巻）。
女の子に縁の無い青年の所に大勢の女の子が押しかけてきて全員が主人公を慕う、いわゆるハーレム物ストーリーなのだが、12人の守護天使たちが下は小学1年生から上は高校3年生まで幅広く年代が分かれており、それが狭いアパートの中で共同生活しているため個別の守護天使との恋愛要素は薄く、むしろ擬似的な大家族物のテイストが強い。また、基本コメディタッチの内容になっている。

## 登場人物
ここでは主にアニメ版の設定を紹介する。

### 主人公
睦 悟郎（むつみ ごろう）
声 - 菅沼久義
本作の主人公。動物を愛する心優しい青年だが、就職が内定した会社が直後に倒産するなど、何をするにもツイていない。ひょんなことから、12人の守護天使たちと暮らすことになって大変ながらも充実した生活を送ることになる。癖の強い登場人物の多い本作における数少ない良識者。
前世は動物と人間を司る聖者で、四聖獣の力の源である獣神具をその身に宿していた。四聖獣の一件後、動物達と人間が幸福に暮らせる世界を作るため、獣医師を目指す。
ドラマCD第3段では、四聖獣との和解がきっかけでツキを取り戻しつつあるが、麒麟のユダと鳳凰のルカの策略で再び不運ぶりがぶり返してしまう。
『Chu!』ではインターンの獣医師として働き、『Chu!』最終話・ラストシーンでは睦動物病院の院長になった。
なお、原作の読者参加企画では、主人公に明確な人物設定はなされていない。

### 守護天使
本作のヒロイン達。守護天使は抱える煩悩の数で等級分けされ、1から3が上級、4から6が中級、7から9が低級と区分されている。全員に共通として服装を自由に変え、ぬいぐるみにも変身できる能力がある。『おとぎストーリー 天使のしっぽ』と『天使のしっぽChu!』の間に昇級試験があり、ミカとクルミを除く10名は合格し、ユキは新たなメガミとなった。守護天使は人間と恋に落ちてはいけないという掟があり、掟に背くと元の動物に戻ってしまう。
悟郎のことを「ご主人様」と呼び慕っているが、世間には守護天使であることを隠して生活しているため、悟郎や仲間たち以外がいる場面では家族や同居人などの各天使の表向きの設定がある。ただし作中は悟郎や守護天使とのシーンがほとんどであるため、表向きの設定が描写されているシーンは少ない。
当初はそれぞれ我が強く、その上悟郎への独占欲や前世の因縁が災いしたため衝突や啀み合いを繰り返し、チームワークの乱れにも繋がっていた。それに業を煮やした女神にめいどの世界に強制送還され、今までのことを戒められた結果チームワークを芽生えさせた。
本節ではアニメの登場話の順に記す。原作での登場順も同じである（詳細は後述）。
キンギョのラン
声 - 田中理恵
3級守護天使→2級守護天使
メインヒロイン。第1話にて初めて悟郎の前に姿を見せた3人のうちの1人で、淑やかな守護天使（15歳→16歳）。家事が得意で悟郎の世話をするのが好き。真面目で奥床しいので、他の守護天使たちが暴走している時に1人取り残されることが多い。しかし、困った人を助けたり、悟郎や仲間を守るためには自己犠牲も厭わない。お嬢様のような丁寧な言葉遣いで話す。
表向きは悟郎の本妻ということになっており、悟郎の呼び方は「あなた」。
前世では水槽のポンプの停止による窒息死だったので、水がトラウマ。ただし、簡単な家事や風呂は問題ない（アニメ版5.5話では銭湯に入るのを躊躇していたが、ツバサたちの「水じゃなくて「お湯」だから」という説得であっさり克服した）。ちなみに品種はランチュウ。
「魂の受け皿」（外見のモデルとなったオリジナルの人間）は、金魚すくいの的屋の娘。
第1話や番宣のナレーションを務めている。
インコのツバサ
声 - 野川さくら
4級守護天使→3級守護天使
第1話にて初めて悟郎の前に姿を見せた3人のうちの1人で、元気な守護天使（14歳→15歳）。運動万能で歌も上手く、ダンスも好き。他の守護天使や学校の友人などからの人望が厚い。明るくボーイッシュだが、女性らしさに憧れている。そのため、当初は一人称は「ボク」だったが、『Chu!』以降は「アタシ」と改めている。ミカやラン同様に悟郎に恋心を抱いているが、仲間のことを思って複雑な心境を見せることもある。
表向きは悟郎の後輩ということになっており、悟郎の呼び方は「キャプテン」。
前世では傷ついた翼で飛ぼうとして墜落死したため、高所がトラウマ。
「魂の受け皿」は、悟郎がインコの頃の彼女を拾った際に飼い方を教えた通りすがりの少女。
ハムスターのクルミ
声 - 仁後真耶子
6級守護天使
第1話にて初めて悟郎の前に姿を見せた3人のうちの1人で、能天気な守護天使（13歳→14歳）。食いしん坊なために、睦家の家計は彼女の大食いによる食費に圧迫されて常に赤字だが、天真爛漫で憎めないところがある。本人は気づいていないが、周囲を和ませて平和な雰囲気にする能力を持っている。口癖は「なの〜」。
表向きは悟郎に家庭教師をしてもらっている教え子ということになっており、悟郎の呼び方は「先生」。
前世（悟郎の中学校で飼われていたゴールデンハムスター）では餓死したため、空腹がトラウマ。このトラウマが原因で、昇級試験に落ちてしまっている。第1話でもそのために悟郎はせっかく受かったバイトの採用を取り消されており、トラブルメーカーとしての側面が強い。『Chu!』ではもっとも出番が少なかった。
「魂の受け皿」は、悟郎とともに飼育係をしていた同級生の公星くるみ（後述）。
ネコのタマミ
声 - 大沢千秋
4級守護天使→3級守護天使
第2話より登場。おませな守護天使（10歳→11歳）。年少だがしっかり者で、先に登場した3人は彼女に頭が上がらない（キンギョ、インコ、ハムスターはいずれもネコにとって餌）。特に金勘定にかけては睦家の中で右に出るものはいない。しかし少々生意気な態度を取ることも。アユミとは逆に、当初は眼鏡をかけていたが『Chu!』ではおしゃれに目覚めたという理由でコンタクトを着用。
表向きは悟郎の妹ということになっており、悟郎の呼び方は「お兄さん」。
前世では車に撥ねられて死んだので、車や回転物がトラウマ。交通量の少ない街路であっても道の真ん中を歩くことができない。
「魂の受け皿」は、悟郎と一緒に捨て猫の頃の彼女を世話していた少女。
ウサギのミカ
声 - ゆかな
3級守護天使
第3話より登場。積極的な守護天使（17歳→18歳）。我侭でトラブルメーカー的存在。悟郎に好かれるべく様々なお色気を駆使した行動を起こすが、アユミに見つかって失敗することが多い。その割には意外に照れ屋な一面を見せる事もある。飽き性だが、一度啖呵を切ったことは最後までやり通したり、有事には妹たちを率先して導くなど、姉御肌な面もある。昇級試験には「メガミ様になったらご主人様と一緒にいられなくなる」ので、わざと落ちたらしい。『Chu!』最終話・ラストシーンに眼鏡をかけていた（かけた理由は不明だがアユミから借りたとも考えられる）。
表向きは悟郎の愛人ということになっており、悟郎の呼び方は「ダーリン」。他の守護天使に対しての呼び方は呼び捨て。
前世では孤独死だったので、寂しさがトラウマ。
「魂の受け皿」は、ウサギの頃の彼女の元の飼い主。
イヌのナナ
声 - 長谷川静香
8級守護天使→7級守護天使
第3話より登場。おてんばな守護天使（8歳→9歳）。お散歩が大好きでいつも飛び回っている。しかし、散歩中は一緒に散歩している人と手をつないでいないと、すぐに迷子になってしまう。イタズラ好きで、ケンカでは同年代の男の子にも負けないが、本人曰く根は「よいわんこ」。「あやや〜？」が口癖。
表向きは悟郎の子供ということになっており、悟郎の呼び方は「パパ」。
前世では迷子になって衰弱死したため、方向音痴がトラウマ。悟郎がアパート暮らしを始める際に余所に預けられたが、悟郎を追って脱走した結果である。
「魂の受け皿」は、悟郎から飼い犬の頃の彼女を譲り受けた少女。
カメのアユミ
声 - 川澄綾子
2級守護天使→1級守護天使
第4話より登場。マイペースな守護天使（16歳→17歳）。12人の中で一番知的。ミカの暴走を抑える天敵的存在（ウサギとカメ）。どちらかと言えば、ユキ同様に悟郎に対しては一歩引いた所から見守る姿勢である（そのためか、後に四聖獣の玄武のシンとは相思相愛に近い感情を抱くことになる）。当初は裸眼だったが、『Chu!』で眼鏡をかけるようになる。しかし、最終話・ラストシーンの時には裸眼に戻っていた（外した理由は不明。もしくはミカに貸したか）。文学や絵の才能がある。即決即断は苦手だが、自分の意見は貫く頑固者。
表向きは悟郎の前妻ということになっており、悟郎の呼び方は「旦那様」。他の守護天使に対しての呼び方は「ちゃん」付け、ユキのみ「さん」付け。
前世では圧死したので、閉所がトラウマ。
「魂の受け皿」は、池の近所に住んでいた少女。
キツネのアカネ
声 - 千葉紗子
5級守護天使→4級守護天使
第4話より登場。クールな守護天使（12歳→13歳）。占いが得意で、悟郎が災厄に遭わないように占っている。ミドリと2人で協力すると色々なものに化けることが出来る（変化コンビ）。冷静沈着でぶっきらぼうな物言いもするが、根は優しく仲間思い。狩猟本能が目覚めるため、怒らせると怖い。
前世では猟師に射殺されたため、鉄砲の音のような破裂音がトラウマ。また、その死因から当初は人間不信であり、悟朗にもつらく当たっていたが、仲間とのふれあいで明るくなっていく。前世では猟犬に狙われていたことから犬も苦手で、ナナを避けていた時期もあった。
表向きは悟郎の妹ということになっており、悟郎の呼び方は「アニキ」。年上の守護天使に対しての呼び方は「○○姉さん」。年下の守護天使に対しては呼び捨て。
「魂の受け皿」は、子狐の頃の彼女を飼ってくれる人を探していた猟師の娘。
ヘビのユキ
声 - 氷上恭子
1級守護天使→メガミ様
第5話より登場。母性的な守護天使（18歳→19歳）。落ち着いた優しい女性で、年少の守護天使達のまとめ役を務める。昇級試験で守護天使を卒業し、メガミとなるために、めいどの世界に戻る。最年長で守護天使としての知識も豊富であるゆえに、ミカには「お姑さん」扱い、モモ・ナナ・ルルには「お母さん」扱いされることも。表向きの設定を決める際も、悟郎の姑ということにされてしまった。表向きの悟郎の呼び方は「婿殿（むこどの）」。他の守護天使に対しての呼び方は「さん」付け。
前世では焼死したため、火がトラウマ。ただし、家事をする程度には耐えられる。また、神社に祭られていたためかその当時から人間の姿に化身できた。
「魂の受け皿」は、白蛇をご神体とする神社の巫女。ただし神社の火事より前に死亡している。
タヌキのミドリ
声 - 小林晃子
6級守護天使→5級守護天使
第5話より登場。天然系の守護天使（11歳→12歳）。おっとりとした性格で、趣味は観察。特にアリや空の雲は一日中見ていても退屈しないらしい。その趣味のせいか、皆が気づかないふとした発見をすることも多い。変化コンビのアカネとは特に仲が良い。後期は姉の自覚が出てきたため、ナナやルルの面倒を見たり一緒に遊んだりするようになった。一人称は「ミドリさん」で、妹の名も「さん」付けで呼ぶ。口癖は「〜れす（ですの意）」。
表向きは悟郎の妹ということになっており、悟郎の呼び方は「兄ちゃん」。
前世では毒キノコを食べて食中毒死したので、偏食がトラウマ。
「魂の受け皿」は、悟郎の従姉妹のあき。タヌキの頃の彼女をかわいがっていたが、中毒死の遠因を作った張本人でもある。
サルのモモ
声 - 平野綾
7級守護天使→6級守護天使
第5話より登場。恥ずかしがり屋の守護天使（9歳→10歳）。とても大人しく、いつももじもじしていて、悟郎と話すのも一苦労。しかし、悟郎への愛情は守護天使の中でも特に高い。コミック版では、少女モデルとして活躍したこともある。物語を通して最も成長したキャラクターとも言われる。
表向きは悟郎の子供ということになっており、悟郎の呼び方は「お父さん」。
前世（悟郎が働いていたペットショップにいたリスザル）では感電死したため、電気製品がトラウマ。
「魂の受け皿」は、リスザルの頃の彼女を見にペットショップに通っていた小学生。
カエルのルル
声 - 清水芽衣
8級守護天使→7級守護天使
第5話より登場。甘えん坊な守護天使（7歳→8歳）。守護天使の中で最年少。素敵な「れでぃー」になることが夢。モモ、ナナ、そして彼女の3人は仲が良くいつも一緒に遊んでいることが多い（そのため、ちびっこトリオと呼ばれる）。天気予報と雨の日が好き。泣くと雨を降らす。一人称は「ルルたん」、舌足らずで、口癖は「〜らお」（だよの意）。
表向きは悟郎の子供ということになっており、悟郎の呼び方は「ちゃん」。
前世（アマガエル）では極度の寒さで凍死したため、寒さがトラウマ。
「魂の受け皿」は、解剖用のカエルの頃の彼女を助けて飼っていた理科教師の娘。

### 見習い守護天使
原作の読者参加企画で、見習い守護天使として登場した3人。アニメでは『Chu!』最終話のラストシーンで少し姿を見せるのみで、台詞はなし。
ウマのジュン
面倒見が良く、純情な性格で、見習いトリオの中ではお姉さん役。力仕事や走ることには自信がある。
ペンギンのピピ
芸達者で、前世では水族館の人気者だったらしい。関西弁を使う。
イルカのネネ
トリオでは最年少。人の心を読めるが、本人はこの能力を嫌っている。語尾は「〜でちゅ」。

### その他の登場人物
公星 くるみ（きみほし くるみ）
声 - 仁後真耶子
アニメ1期のみ登場。悟郎の中学時代の同級生で、初恋の人。悟郎が実家に帰省した時、見合いの相手になる筈だったが、すっぽかされたので悟郎の家に押しかけてくる。
中学では悟郎とともに飼育係をしていて、ハムスター時代のクルミを悟郎に託した。クルミが守護天使に転生するときの容姿のモデルとして選んだ人間「魂の受け皿」である。同様の「魂の受け皿」は各守護天使ごとに存在するが、アニメで本格的に登場したのは彼女だけである（ドラマCD版では悟郎と「魂の受け皿」となった女性、そしてその動物との物語が各々描かれている。また、第1期の5話でもユキやミドリ、あとモモにルルの動物時代と各々の「魂の受け皿」が悟郎の回想にて登場している）。
ちなみに名字の「公星」は、ハムスター（ハとム＝公、スター＝星）から。
メガミ（ツルのセツナ）
声 - 幸田夏穂
めいどの世界の1つ（めいどの世界はいくつもあり、男の守護天使のいる世界は「しつじの世界」と呼ばれる）を司り、守護天使たちを導く女神。占い師の姿で悟郎の前に現れ、めいどの世界からの門となる魔法陣を携帯電話の画面に繋ぐ。一度守護天使たちが悟郎をめぐって仲間割れを起こしたときは戒めとしてめいどの世界に強制送還させたことがある。ゲーム版付属のドラマCDでは、ツバサにお洒落についてアドバイスするなどお茶目な一面もあった。
正体はツルの守護天使で、掟に背くと知りつつも主人である悟郎の父親、拓郎に愛していることを告白し鶴の姿に変えられてしまった。これによりメガミ不在となったため、自動的にユキがメガミに昇進した。
トキさん
声 - 氷上恭子
アニメ版のみ登場。
蕎麦屋「千石屋」の店員のおばさんだが、正体は朱鷺の守護天使。主人は千石屋の店主で、罠にはまったところを助けられたことから転生した。
主人は守護天使の存在を信じようとしないが、「肩書きなんて関係ない。あの人の傍にいられればいい」と言っている。睦家の後輩守護天使たちを温かく見守る。アカネ・ミドリ・タマミは、千石屋でアルバイトすることもある。
ダイスケ
声 - くまいもとこ
アニメ1期のみ登場。
悟郎の家の近所の小学校に通う男の子。ナナ達が小学校の様子を見ていた時に顔見知りとなる。その生意気そうな顔に違わず、ナナ達に憎まれ口を連発していた。しかし根は優しく、モモに逆上がりを教えてあげたりもした。『Chu!』では登場しなかったが、コミック版21話にて登場している。
高尾 佳織（たかお かおり）
声 - 幡宮かのこ
ゲーム版及び『Chu!』のみ登場。
退魔師を兼ねる巫女。正義心から守護天使たちをモノノケと間違えて退治しようとする。しかし、家族愛に劣等感を抱いており、自分の身を挺して必死で守護天使たちを守ろうとした悟郎の姿を見て退治を諦めた。
中野 加奈（なかの かな）
声 - 川瀬ゆうこ
ゲーム版及び『Chu!』及びコミック版に登場。
スクープを狙うカメラマン。『Chu!』では高尾と共謀し、異常な状況にある睦家の裏に何かあると見て秘密を探ろうとする。コミック版では「2人の弟との生活のために」という理由で単独で睦家の秘密を探るが、悟郎の真摯な説得に睦家と自分の家族を重ね合わせ、スクープを狙うことを断念した。
立川 はるか（たちかわ はるか）
声 - 三五美奈子
ゲーム版及び『Chu!』のみ登場。
睦家の入居するアパートの大家さん。旦那を動物のせいで亡くしたため、動物が嫌い。やや天然ボケの性格であり、睦家の「前妻と本妻と愛人が同居している」という無理やりな表向きの設定も、疑うことなく受け入れていた。
アカネの母
声 - 浅野まゆみ
『Chu!』10話のみ登場。
九尾狐の見習い怨霊。娘のアカネを溺愛している。人間を軽蔑しており、アカネも守護天使していることをなかなか切り出せなかったが、守護天使をしていることは当に知っており、悟郎のこともあまり気にしていない。

### 四聖獣
大昔、動物と人間が対等に暮らしていた時代、動物を統べる地位にいた4人の男。それが四聖獣である。しかし、人間と対立が深まっていく中で彼らは力の源である獣神具（青龍の牙、玄武の甲羅、朱雀の翼、白虎の鎧）を奪われ、長年に渡って封印されてしまう。その獣神具を奪った人物こそが、悟郎の前世であった。彼らはその復讐のために悟郎に呪いをかけ、ツキを奪い取っていた。つまり、本作の黒幕で悟郎の不幸の元凶達である。動物を統べる地位にいるが故か、かなり独善的かつ横暴で身勝手な面も目立ち、ラン達守護天使の事も格下と見なすばかりか、一部の守護天使を洗脳し所有物の様に扱い、悟郎への復讐のためにこき使ってもいた。
2話では白虎のガイ、3話では朱雀のレイ、4話では玄武のシンがそれぞれ動き出し、8話では3人が偽のアルバイト情報で工事現場におびき寄せ、あらゆる手段で悟朗の命を奪おうとしたが、いずれも失敗に終わる。また工事現場では青龍のゴウが封印されていたが、（パワーショベルの先端が石板に直撃したことによって）復活する。
10話では花嫁候補の4人（ユキ、アユミ、ツバサ、タマミ）を連れ去り、悟郎に挑戦状を出した。偶然悟郎より前にこの挑戦状を読んだ守護天使達は、悟郎に心配をかけまいと挑戦状を破り捨て、四聖獣達が待つ青空臨海公園へと向かう。青空臨海公園に到着した守護天使達の前に現れたのは四聖獣と連れ去られた４人だった。「睦悟郎はどこだ？」と尋ねるゴウに対し、ミカは「ご主人様はいくら待っても来ないわよ！」と答える。「さっさとみんなを返すの～」と言うクルミに対し、ガイは「なら睦と交換だっつーの。こいつらがどうなっても・・・」と隣にいたシンに手で制し「その必要はないみたいですよ」と守護天使達の背後を見つめる。守護天使達も背後を振り向く。そこには悟郎が駆け寄ってきた。悟郎は「ハーモニカを吹いていたら、みんながここに居る気がしたんだ」と話す悟郎。ミカは「もう、こんな時に勘がいいんだから・・・」と呆れつつ、守護天使達は悟郎に駆け寄り、喜びの表情を浮かべる。しかし、その喜びをかき消すかのようにレイが高笑いし、「これは傑作だ。君達の絆とやらが彼を呼び寄せてくれたんだからね」と守護天使達は悟郎を囲むように身構える。「みんな！魔法陣を作るわよ！」とミカの一声で全員が悟郎を中心に魔法陣を作ろうとするが、四聖獣の傍にいる４人が魔法陣の作成に就いていないため完成せず、ミカは「何やってるの！速く！」と訴えかけるが４人は洗脳されているため反応はなかった。ゴウは悟郎を指差し、「人間への復讐はお前を倒すことで幕を開けるのだ！」と叫び、「完全なる闇がすべてを支配する頃、我々はお前に奪われし力を取り戻す！」のゴウの言葉に「僕が・・・？奪った？」となんのことか理解できない悟郎。悟郎に指一本触れさせないと前に立つ守護天使達。するとシンが守護天使達に「皆さんに危害を与えるつもりはありません」と前に出て、「同じ動物じゃないですか、皆さんも人間に憎しみがあるでしょう？｣と問われ、守護天使達の顔に迷いが生じる。「人間は・・・裏切りますよ」とシンの言葉にアカネは「裏切られても、また信じればいい！」と振り払う。続けて「人間は争いを続ける・・・」とレイの言葉にミドリは「みんなで日向ぼっこするれす！」と口にする。続けて「人間は動物に何をした？｣とガイの言葉にクルミは「ご主人様みたいな人もいっぱい居るの～｣と沈痛な面持ちで守護天使達は四聖獣をにらみ返す。ゴウは右手を天に向かって突き出し、結界を作り出し戦闘態勢に移る。守護天使達は力を合わせ対抗するが、彼らに触れる事も叶わず、あっさり振り飛ばされ地に膝を付く。それでも傷つきながらも命をかけて悟郎を守ろうとする守護天使達に心を打たれた悟郎は守護天使達の前に出て、四聖獣に向けて、｢君達が何者かは知らないけれど、これ以上この子達を傷付けることは許さない！」と告げ、｢この子達は、この身に変えても、僕が守る！｣11話へと続く。
11話。愛する守護天使達を傷つけられたことに怒りに覚えた悟郎は、その身に秘めた力を発動させた。四聖獣はそれぞれ悟郎に攻撃を仕掛けるが、力によって守られ傷ひとつつけられなかった。その力こそが悟郎の前世が奪った四聖獣の力の源である獣神具であった。彼らの事情を知った悟郎は守護天使達に手を出さない事や花嫁候補の４人の解放を条件に獣神具を返すと告げる。悟郎のあっさりとした態度にゴウは「その力があれば、この世を支配する事だってできるのだぞ！｣と声を荒げ、「人間は、己の欲望のままに争いと略奪を繰り返す種族ではなかったのか！だからこそ、貴様は獣神具を盗んだのではなかったのか！｣という言葉に対し、悟郎は「そんなものより、この子達のほうが大事なんだ！」と力強く答えた。四聖獣達は悟郎から獣神具の力を取り戻そうとするが、獣神具は彼らを拒みふたたび悟郎の中に戻ってしまう。その直後結界が弱まり、花嫁候補の４人の洗脳が解ける。同時にメガミ様が現れ、悟郎を「聖者様」と呼び、本人も含め、周囲を驚かせた。
悟朗の前世は、動物と人間の両方を統べる唯一の存在である「聖者」だった。だが、余命幾許も無い身であった聖者は、未曽有の大飢饉が原因で人間と動物が争おうとしていたのを止める余力が殆ど残っておらず、動物達を扇動して人間を滅ぼした上で世界を支配しようとした四聖獣達に諦めさせる為、自らの命と引き換えに四聖獣の獣神具を奪った上で封印。死の間際、「生まれ変わった暁には動物と人間とが共存できる世の中を作りたい」と願いを聞いた冥土の神々によって、聖者の死後も人間との争いを止めようとしなかった四聖獣達への罰も兼ねて彼等も封印したのが真相だった。真相や聖者の意志を聞いた四聖獣達は誤解が解け悟郎に尽くすことを誓い、改心。そして悟郎や守護天使達と和解した（ただし、ユキやアユミを除いた一部の守護天使達は彼らに酷い目に遭わされたことを述懐している）。
その後、四聖獣達は今までの贖罪も兼ねて悟郎の身の回りを世話をするため（悟郎のアパートの庭にテントを張って）居候するが、青龍のゴウは悟郎の側にいるのはかつて彼の人生を身勝手に壊した自分たちより守護天使の方が適切と判断し、四聖獣達は獣神具に代わる力を得るための修行の旅に出た。
悟郎に対しての呼び方は、悟郎が聖者と判明するまでは「睦悟郎」。悟郎が聖者と判明した後は「聖者殿」（ガイだけは「悟郎さん」）。
『Chu!』では青龍のゴウと玄武のシンが名前のみ登場するだけで、修行の旅の模様は描かれていない。
四聖獣の詳細は、彼らが主役のスピンオフ作品『セイント・ビースト』を参照。
青龍のゴウ
声 - 森川智之
玄武のシン
声 - 櫻井孝宏
朱雀のレイ
声 - 宮田幸季
白虎のガイ
声 - 吉野裕行

## 雑誌連載
元々本企画は牧ひろあき（アニメでは「設定」としてクレジットされている）が自身のウェブサイト「big-friends.com」（現在の内容とは異なる）で構想していたものである。これに、目玉企画を探していたメガミマガジン編集部が着目し、読者参加企画として同誌VOL.7（2000年8月発売号）より連載開始。
当初はキャラクターが3名であったため『Otogi Story P.E.T.S.3』というタイトルであったが、以後毎号のようにキャラクターが増え続け、その度にタイトルも変わり、VOL.12（2001年3月発売号）で最終的に12名となった。
さらにVOL.16（2001年7月発売号）にてテレビアニメ化を発表。アニメのタイトルは『おとぎストーリー 天使のしっぽ』となり、キャラクターの名前がひらがなからカタカナになった。また、VOL.25（2002年4月発売号）以降、雑誌連載のタイトルも「天使のしっぽ」に改められた。
| 連載回数 | 雑誌号数   | 発売日     | タイトル   | 備考                         |
| -------- | ---------- | ---------- | ---------- | ---------------------------- |
| 第1回    | VOL.07     | 2000年8月  | P.E.T.S.3  | らん・つばさ・くるみ登場     |
| 第2回    | VOL.08     | 2000年10月 | P.E.T.S.3  | たまみ紹介                   |
| 第3回    | スペシャル | 2000年11月 | P.E.T.S.4  | たまみ登場                   |
| 第4回    | VOL.09     | 2000年12月 | P.E.T.S.6  | みか・なな登場               |
| 第5回    | VOL.10     | 2001年1月  | P.E.T.S.8  | あゆみ・あかね登場           |
| 第6回    | VOL.11     | 2001年2月  | P.E.T.S.12 | ゆき・みどり・もも・るる紹介 |
| 第7回    | VOL.12     | 2001年3月  | P.E.T.S.12 | ゆき・みどり・もも・るる登場 |
| 第8回    | VOL.13     | 2001年4月  | P.E.T.S.   | タイトルが固定に             |

本企画は先発のライバル誌『電撃G'sマガジン』の人気企画『シスター・プリンセス』（シスプリ）を強く意識したものとみられる。
連載初回にて「企画を探していた」旨が明言されていることに加え、企画の骨子（読者参加企画という形態、12名のヒロインによるハーレム的設定など）が類似しており、『シスプリ』に対抗した企画（ありていにいえば二番煎じ）としての色合いが強い。
また、『シスプリ』は当初アニメ化など全く想定されておらず、連載開始からアニメ放送まで2年強の時間を要しているのに対し、本企画は小林多加志（アニメでキャラクターデザインを担当）が連載初回からアニメ塗りでイラストを担当し、さらに連載開始から1年2か月でアニメ放送というスピード展開であり、当初からアニメ化を想定していたことがうかがえる。
VOL.38（2003年5月発売号）をもって最終話を迎え、読書参加企画（連載）が終了する。VOL.40（2003年7月発売号）より『しっぽえむ』としてピンナップマガジンが開始されたが、VOL.45（2003年12月発売号）をもって終了し、一時期メガミマガジンの看板企画の1つとして展開された本企画がメガミマガジンから姿を消すこととなる。
長谷川光司による漫画は「アニメディア」に連載された。

## テレビアニメ
2001年10月、WOWOW内ノンスクランブル枠で『おとぎストーリー 天使のしっぽ』として30分のアニメが放送された。後、2002年10月からキッズステーションでも放送され、AT-Xでも続編の『天使のしっぽChu!』と合わせて放送された。
アニメ化に際して、若干の設定変更が行われ、主人公として睦 悟郎（むつみ ごろう）が設定された。また、四聖獣（しせいじゅう）という、守護天使たちとは逆に人間に恨みを持つ動物たちの転生したキャラクターも登場し、それが後にスピンオフ作品、『セイント・ビースト』シリーズが誕生するきっかけにもなった。
DVD版が製作される際、第1話が追加シーンを含むディレクターズ版に変更されたほか、新作エピソードが2話追加され、映像特典として『毒天使のしっぽ』という、デフォルメされた守護天使たちによるショートコント（通称『毒天』。タイトル通り毒の効いたシュールな作品）も追加された。なお、キッズステーションで放送されたのはDVDバージョンである。
2003年3月からは、続編『天使のしっぽChu!』（てんしのしっぽ ちゅ）がキッズステーション内にて放送された。放送1回に付き2本の話（各12分前後。最終回除く）が放送される構成であり、全6回の放送であるため、改編時期前での放送となった。
2011年2月14日よりチャンネルNECOで「アニメスクエア」内での放送がスタートしている(同週内にて2回のリピート放送あり)。
『天使のしっぽ』『天使のしっぽChu!』ともに、シリーズ構成は六月十三、キャラクターデザインは小林多加志が担当した。

### ちびっこトリオ
本アニメは年少組（サルのモモ、イヌのナナ、カエルのルル）の声を、声優志望の小中学生が担当したことでも話題になった。平野綾、長谷川静香、清水芽衣の3人が本作で声優としてデビューし、ラジオやイベントなどで広告塔としてファンの声援を受けた。
『Chu!』の終了した数年後に平野綾、長谷川静香が声優としてブレイクを果たし、最年少の清水芽衣は学業専念のために早々と引退したが、後にアイドル女優として復帰した。
また、舞台で活躍していた仁後真耶子も招かれて声優デビューをしており、その後『THE IDOLM@STER』の高槻やよい役でブレイクした。

### 続編（3期）について
『Chu!』最終話でメガミ（ユキ）の「ご主人様との物語はこれからも続きます」のセリフの後、右下に「つづく」と表示されたが、作品としての「永遠に続く」という意味を込めた演出か、今後の展開（続編）に繋がるものかは不明。
『Chu!』終了後、ファンから「続編を製作して欲しい」という声もあり、『天使のしっぽChu!』DVD4巻の解説書に載っているクリエーターインタビューにて六月十三が「いつかその結果を皆様の前に差し出せる日を夢みております」と語っていた。
しかし、2005年からワンダーファームは当作品のスピンオフ企画である『セイント・ビースト』などBL作品の製作が中心となり、2008年には制作の東京キッズが倒産したため実現の可能性は皆無に等しい。

### スタッフ
- 原作・シリーズ構成 - 六月十三
- 監督 - 越智一裕（第1期）→鹿島典夫（第2期）
- キャラクターデザイン・総作画監督 - 小林多加志
- 美術監督 - 菅原清二
- 色彩設計 - 小嶋久美子（第1期）→木村早苗（第2期）
- 撮影監督 - 久保博志（第1期）→藤野雅史（第2期）
- 編集 - 今井剛（第1期）→櫻井崇（第2期）
- 音響プロデューサー - 本田保則
- 音響監督 - 吉田知弘（第1期）→渡辺淳（第2期）
- 音楽 - 平岩嘉信、伊藤真澄（第2期）
- プロデューサー - 国崎久徳・横山真二郎・柴田光輝・井上俊次（第1期）→岡田和則・山本勝朗（第2期）
- アニメーション制作 - 東京キッズ
- 制作 - ワンダーファーム
- 製作 - 「天使のしっぽ」プロジェクト（第1期）→天使のしっぽ Chu!プロジェクト（第2期）

### 主題歌
おとぎストーリー 天使のしっぽ
オープニングテーマ「天使のしっぽ」
作詞 - 六月十三 / 作曲 - 宮島律子 / 編曲 - 須藤賢一 / 歌 - P.E.T.S.
エンディングテーマ「One Drop」
作詞 - 谷口正明 / 作曲・編曲 - 伊藤真澄 / 歌 - 野川さくら
挿入歌「愛の星」
作詞 - 谷口正明 / 作曲・編曲・歌 - 伊藤真澄
天使のしっぽChu!
オープニングテーマ「優しい愛の羽」
作詞 - 畑亜貴 / 作曲・編曲・歌 - 伊藤真澄
エンディングテーマ「ねむねむ天使」
作詞 - 畑亜貴 / 作曲・編曲・歌 - 伊藤真澄

### 各話リスト
『おとぎストーリー 天使のしっぽ』の5.5話と13話はDVD追加エピソード。
| 話数                          | サブタイトル                  | 脚本                          | 絵コンテ                      | 演出                          | 作画監督                                |
| おとぎストーリー 天使のしっぽ | おとぎストーリー 天使のしっぽ | おとぎストーリー 天使のしっぽ | おとぎストーリー 天使のしっぽ | おとぎストーリー 天使のしっぽ | おとぎストーリー 天使のしっぽ           |
| ----------------------------- | ----------------------------- | ----------------------------- | ----------------------------- | ----------------------------- | --------------------------------------- |
| 1                             | 忘れえぬ絆                    | 岡田麿里                      | 越智一裕                      | 越智一裕                      | 古田誠 佐々木敏子                       |
| 2                             | トラウマなんて、こわくない!   | 岡田麿里                      | 貞光紳也 越智一裕             | 大庭秀昭                      | 松岡秀明                                |
| 3                             | お世話はおまかせ、ご主人様!   | 岡田麿里                      | 矢吹勉                        | 矢吹勉 篠崎康行               | 祝浩司 松岡秀明                         |
| 4                             | いやだよ、サヨナラ…           | 岡田麿里                      | 羽原久美子                    | 戸越公太郎                    | 牛島勇二                                |
| 5                             | 思い出して、ご主人様          | 岡田麿里                      | 山崎理                        | 山崎理                        | 佐々木敏子                              |
| 5.5                           | ご主人様とみんなのおうち      | 岡田麿里                      | 越智一裕                      | 篠崎康行                      | 佐々木敏子                              |
| 6                             | おソバ屋さんのご主人様        | 岡田麿里                      | 羽原久美子                    | 大庭秀昭                      | 松岡秀明 祝浩司                         |
| 7                             | ちっちゃな天使の小学校        | 岡田麿里                      | 武藤関太郎                    | 岡崎幸男                      | 牛島勇二                                |
| 8                             | 危険なアルバイト!?            | 岡田麿里                      | 池端隆史                      | 小川ひろし 矢吹勉             | 松岡秀明 祝浩司                         |
| 9                             | 芽生えはじめたキモチ          | 岡田麿里                      | 大庭秀昭                      | 大庭秀昭                      | 佐々木敏子 倉嶋丈康                     |
| 10                            | この身にかえてもお守りします! | 岡田麿里                      | わたなべひろし                | 岡崎幸男                      | 牛島勇二                                |
| 11                            | …別れはいつも、突然に         | 岡田麿里                      | 越智一裕                      | 篠崎康行                      | 関口雅浩 倉嶋丈康                       |
| 12                            | ご主人様、だ～いすきっ!       | 岡田麿里                      | 越智一裕                      | 大庭秀昭                      | 佐々木敏子 松岡秀明                     |
| 13                            | 忘れえぬ…人                   | 岡田麿里                      | 越智一裕                      | 篠崎康行                      | 佐々木敏子                              |
| 天使のしっぽChu!              |                               |                               |                               |                               |                                         |
| 1                             | あれから一年…                 | 六月十三                      | 鹿島典夫                      | 鹿島典夫                      | 佐藤道雄                                |
| 2                             | おかえりなさい!               | 南出祐司                      | 鹿島典夫                      | 鹿島典夫                      | 佐々木敏子 水谷麻美子                   |
| 3                             | ピンチ！です                  | 南出祐司                      | 福冨博                        | 福冨博                        | 古池敏也                                |
| 4                             | ありがとう!                   | 南出祐司                      | 菱田正和                      | 菱田正和                      | 吉川真一                                |
| 5                             | はじまり…                     | 南出祐司                      | 矢吹勉                        | 矢吹勉                        | 佐々木敏子 水谷麻美子                   |
| 6                             | 迷い                          | 六月十三                      | 牛草健                        | 箕ノ口克己                    | 松下清志                                |
| 7                             | 守護天使の掟                  | 六月十三                      | 祝浩司                        | 篠崎康行                      | 佐々木敏子 水谷麻美子                   |
| 8                             | さようなら…                   | 六月十三                      | 五月女有作                    | 篠崎康行                      | 高梨光                                  |
| 9                             | I have a dreamって何れすか?   | 南出祐司                      | 福冨博                        | 福冨博                        | 梶浦紳一郎                              |
| 10                            | 再会                          | 南出祐司                      | 大宅光子                      | いとがしんたろう              | 松下清志                                |
| 11                            | 優しい愛の羽                  | 南出祐司                      | 森脇真琴 葛谷直行             | 鹿島典夫                      | 阿部和彦 岡野幸男                       |
| 12                            | 天使の歌声（総集編）          | 六月十三                      | 祝浩司 五月女有作             | 篠崎康行                      | 岡野幸男 佐々木敏子 水谷麻美子 阿部和彦 |

## ラジオ
- アニメ第1期の放送にあわせ、2001年10月から翌年3月まで、文化放送・ラジオ大阪他で『天使のしっぽ ホームパーティー』がオンエアされた。放送日は文化放送では毎週日曜日21時から21時30分で、ラジオ大阪では同日23時30分から24時であった。
- パーソナリティーは菅沼と千葉で、コーナーレギュラーでちびっこトリオ（平野・長谷川・清水、ただし各自の都合で欠席する場合もあった）、ゲストに他の担当声優や制作関係者を迎えていた。
- 毎回、先着順に入場の公開録音という斬新な形態である一方、会場近辺が住宅街な上に終了時刻が夜9時過ぎということもあって会場での一部ファンのマナーが問題となり、途中でスタジオ収録の回を挟んでアニメイトの一部店舗で関連商品を購入した際に入場整理券を配布する方式に変更された。

## ゲーム
『おとぎストーリー 天使のしっぽ』は、2003年2月27日にバンダイから発売された、PlayStation用ゲームソフト。12人の守護天使たちを新しいメガミさまにするために1年間育成する育成シミュレーションゲーム。キャラデザインなどは『天使のしっぽChu!』に準じている。
CMには野川さくら、平野綾、長谷川静香、清水芽衣が出演し、その内容はミニドラマ仕立てだった。

## 関連商品

### ドラマCD
※発売・販売：ムービック
おとぎストーリー 天使のしっぽ
- Drama CD Vol.1（2001年12月29日 / MACC-1001）

悟郎と動物時代の高校生トリオ・中学生トリオの出会いと別れを描いたストーリー。
出演声優：田中理恵、野川さくら、仁後真耶子、氷上恭子、ゆかな、川澄綾子、河本明子
- Drama CD Vol.2（2002年1月26日 / MACC-1002）

悟郎と動物時代の小学生チームの出会いと別れを描いたストーリー。
出演声優：千葉紗子、小林晃子、大沢千秋、平野綾、長谷川静香、清水芽衣、菅沼久義
- Drama CD Vol.3（2002年3月30日 / MACC-1003）

改心した四聖獣が堕天使ユダとルカに攫われた悟郎を助けるべく2人と戦う番外編。この物語はセイント・ビーストに繋がることになった。
出演声優：菅沼久義、森川智之、櫻井孝宏、宮田幸季、吉野裕行、石田彰、緑川光、幸田夏穂
おとぎストーリー 天使のしっぽ
- DJ☆CD Edition.1（2002年2月28日 / MACJ-1001）

出演声優：菅沼久義、千葉紗子、平野綾、長谷川静香、清水芽衣、田中理恵、野川さくら、仁後真耶子、川澄綾子、大沢千秋
- DJ☆CD Edition.2（2002年3月30日 / MACJ-1002）

出演声優：菅沼久義、千葉紗子、平野綾、長谷川静香、清水芽衣、田中理恵、野川さくら、ゆかな、小林晃子
- DJ☆CD Edition.3（2002年4月27日 / MACJ-1003）

出演声優：菅沼久義、千葉紗子、平野綾、長谷川静香、清水芽衣、田中理恵、野川さくら、仁後真耶子、氷上恭子、ゆかな、大沢千秋、小林晃子

### 音楽CD
※発売：ランティス / 販売：キングレコード

### 書籍
全て学研発行。
コミック
- ノーラコミックス おとぎストーリー天使のしっぽ 1 - 3（作：長谷川光司 / 原作：ワンダーファーム）
- Otogi Story P.E.T.S. Comic版（13人の作家によるアンソロジー）

ビジュアルノベルス
- おとぎストーリー 天使のしっぽ&P.E.T.S. 1 - 3（原作・文：ワンダーファーム / 企画・原案：big-friends.com / 作画：小林多加志）

ファンブック
- GAKKEN MOOK ANIMATION SPECIAL おとぎストーリー 天使のしっぽ
- GAKKEN MOOK ANIMATION SPECIAL 天使のしっぽChu!
- おとぎストーリー 天使のしっぽ ゲームオフィシャルファンブック

### デスクトップアクセサリー
「おとぎストーリー 天使のしっぽ デジタルコレクション」として発売された。イラストやミニゲームなどが収録されている。
この他商品ではないがスクリーンセイバーも公開されている。

## 派生作品
こちらは四聖獣のドラマCDを主体としたメディアミックスにより該当項目参照。

### ユニットメンバー
1. ↑  田中理恵、野川さくら、仁後真耶子、氷上恭子、ゆかな、川澄綾子、千葉紗子、小林晃子、大沢千秋、平野綾、長谷川静香、清水芽衣